# دی‌جی‌آی
دی‌جی‌آی یا شرکت نوآوری‌های علم و فناوری (به چینی: 大疆创新科技有限公司) شرکت فناورانه چینی مستقر در شهر شنژن استان گوانگ‌دونگ است. این شرکت به تولید وسایل نقلیه هوایی بدون سرنشین (UAV) برای عکاسی و فیلمبرداری هوایی، سیستم عامل پرواز، دوربین، سیستم‌های پیشرانه، تثبیت‌کننده‌های دوربین و کنترل‌کننده‌های پرواز می‌پردازد.
دی‌جی‌آی در صنعت تصویربرداری هوایی و هواپیماهای بدون سرنشین غیرنظامی در جهان پیش‌گام است است و ۸۵ درصد از بازار هواپیماهای بدون سرنشین غیرنظامی را به خود اختصاص داده‌است. هواپیماهای بدون سرنشین و تکنولوژی‌های دی‌جی‌آی در سطح جهانی برای صنعت موسیقی، تلویزیون و سینما از جمله مجموعه‌های نامزد دریافت جایزه امی نظیر مسابقه شگفت‌انگیز، بازی تاج و تخت و بسیاری دیگر از مجموعه‌ها استفاده شده‌اند.

## تاریخچه
این شرکت در سال ۲۰۰۶ توسط فرانک وانگ تأسیس شده‌است.